# Mochlosoma duplare
Mochlosoma duplare là một loài ruồi trong họ Tachinidae.